# Museo de Historia Natural Gustavo Orcés

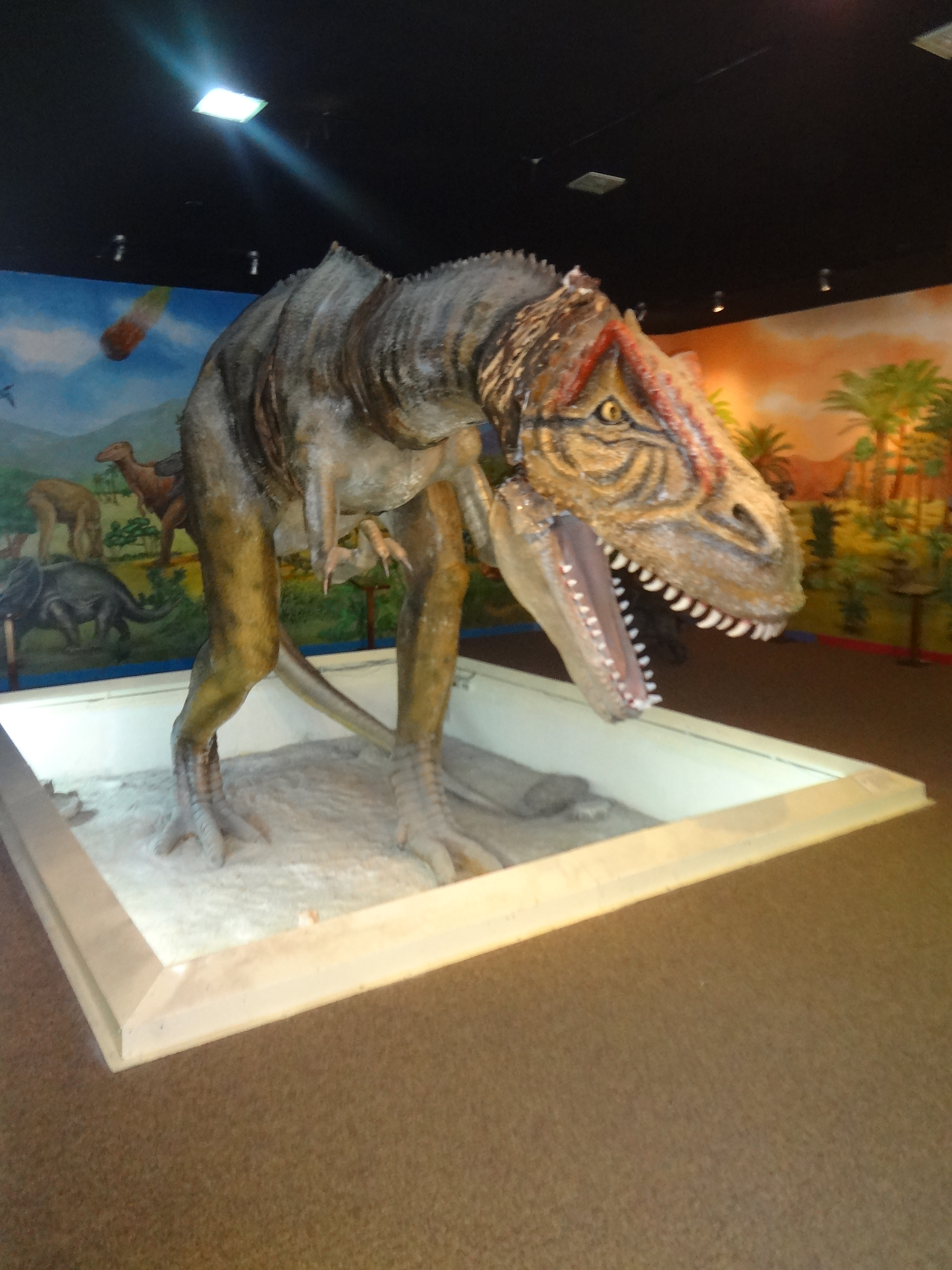

El Museo de Historia Natural «Gustavo Orcés V.» (MHNGO) es el museo de historia natural de estatus nacional de Ecuador. Fue creado en la ciudad de Quito, Ecuador, como parte del Instituto de Ciencias Biológicas (I.C.B) de la Escuela Politécnica Nacional, por resolución de Consejo Politécnico del 1 de julio de 2005.
El I.C.B. realiza investigaciones de la fauna ecuatoriana en los campos de la biodiversidad, ecología, zoología y evaluaciones de impacto ambiental y contribuye a la cultura ambiental nacional a través del Museo de Historia Natural «Gustavo Orcés V.».

## Reseña histórica
El Instituto de Ciencias Biológicas de la Escuela Politécnica Nacional comprende dos secciones: el Centro de Información y de Investigación de Zoología de Vertebrados y el Museo de Historia Natural « Gustavo Orcés V. ». El instituto, por más de medio siglo se ha dedicado al estudio de la fauna ecuatoriana; sus inicios se remontan a 1946, con la llegada de la Misión Universitaria Francesa. Uno de sus miembros, el profesor Robert Hoffstetter se encargó de los estudios zoológicos y paleontológicos. En ese tiempo, el Instituto realizó investigaciones principalmente paleontológicas. Se empezó el estudio del material de fósiles y vertebrados actuales colectados por el profesor austriaco Franz Spillmann. 
El primer director fue R. Hoffstetter, quien estuvo al frente del Instituto desde 1946 hasta 1952, período en el cual incrementó la colección paleontológica y realizó numerosas investigaciones cuyos resultados dio a conocer en sus publicaciones relacionadas con los mamíferos del Pleistoceno del Ecuador.  
El Profesor Gustavo Orcés Villagómez (1911-1999), asume la dirección en 1952 hasta 1990. Efectuó valiosas contribuciones a los diferentes grupos de vertebrados del Ecuador, mediante artículos científicos publicados en revistas extranjeras y en la Revista Politécnica. Orcés fue el pionero de las investigaciones de la fauna del Ecuador. 
En las dos últimas décadas, el Instituto, ha efectuado una gran cantidad de proyectos de investigación relativos a la biodiversidad de los diferentes grupos de la fauna ecuatoriana. Mantiene además una notable producción científica en la Revista Politécnica Serie Biología.

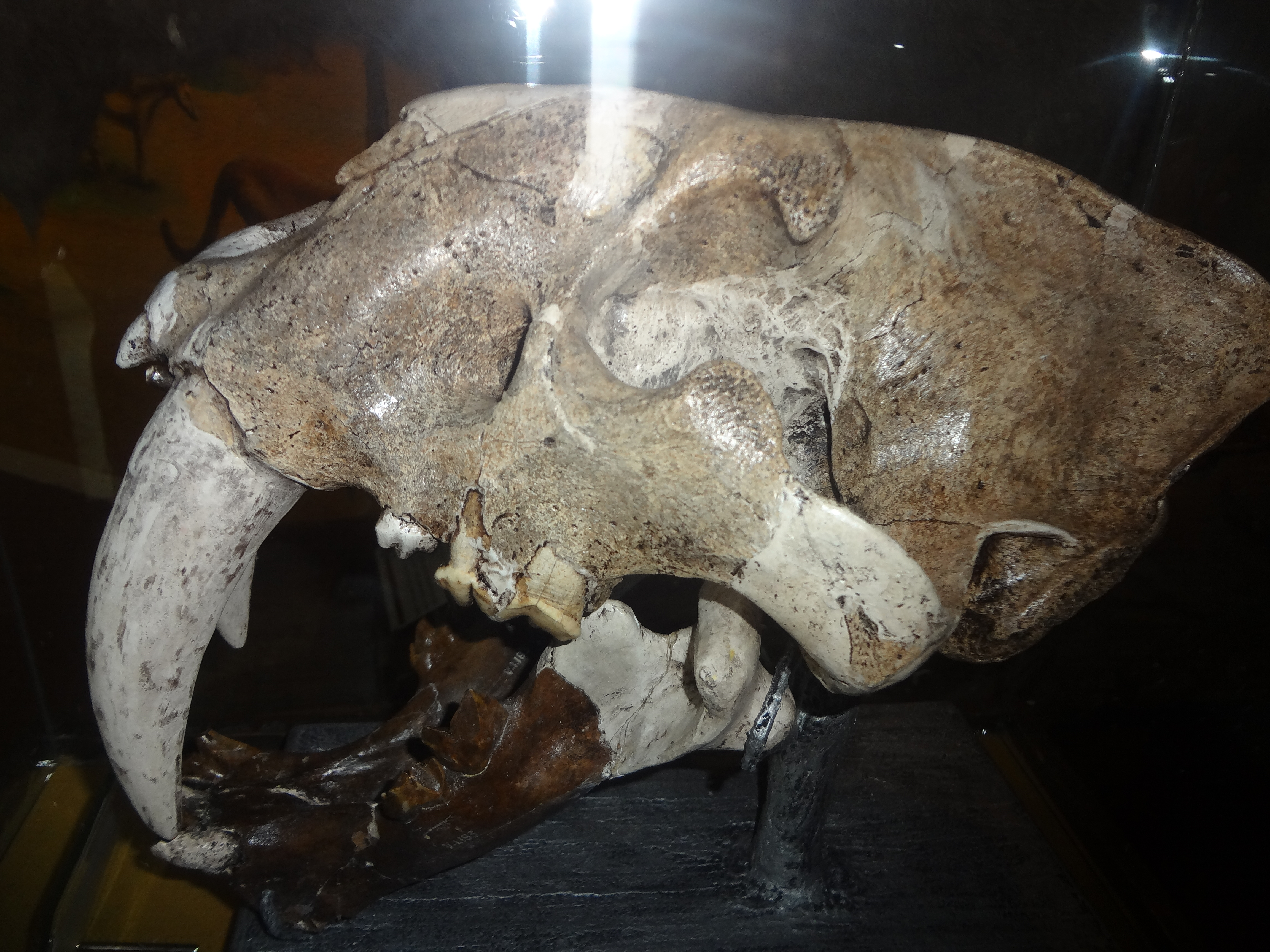
Cráneo de Smilodon fatalis
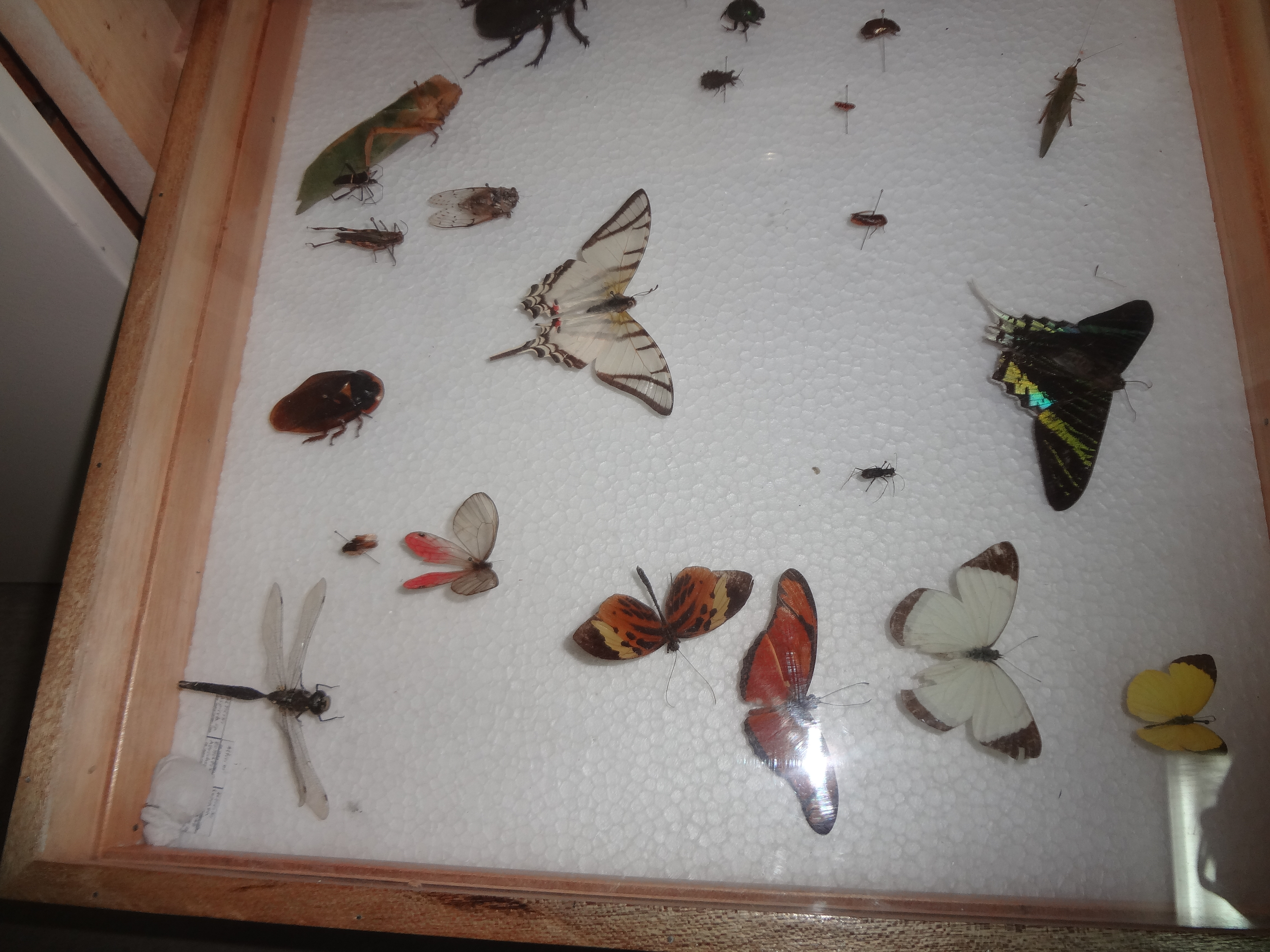
Exposición de mariposas
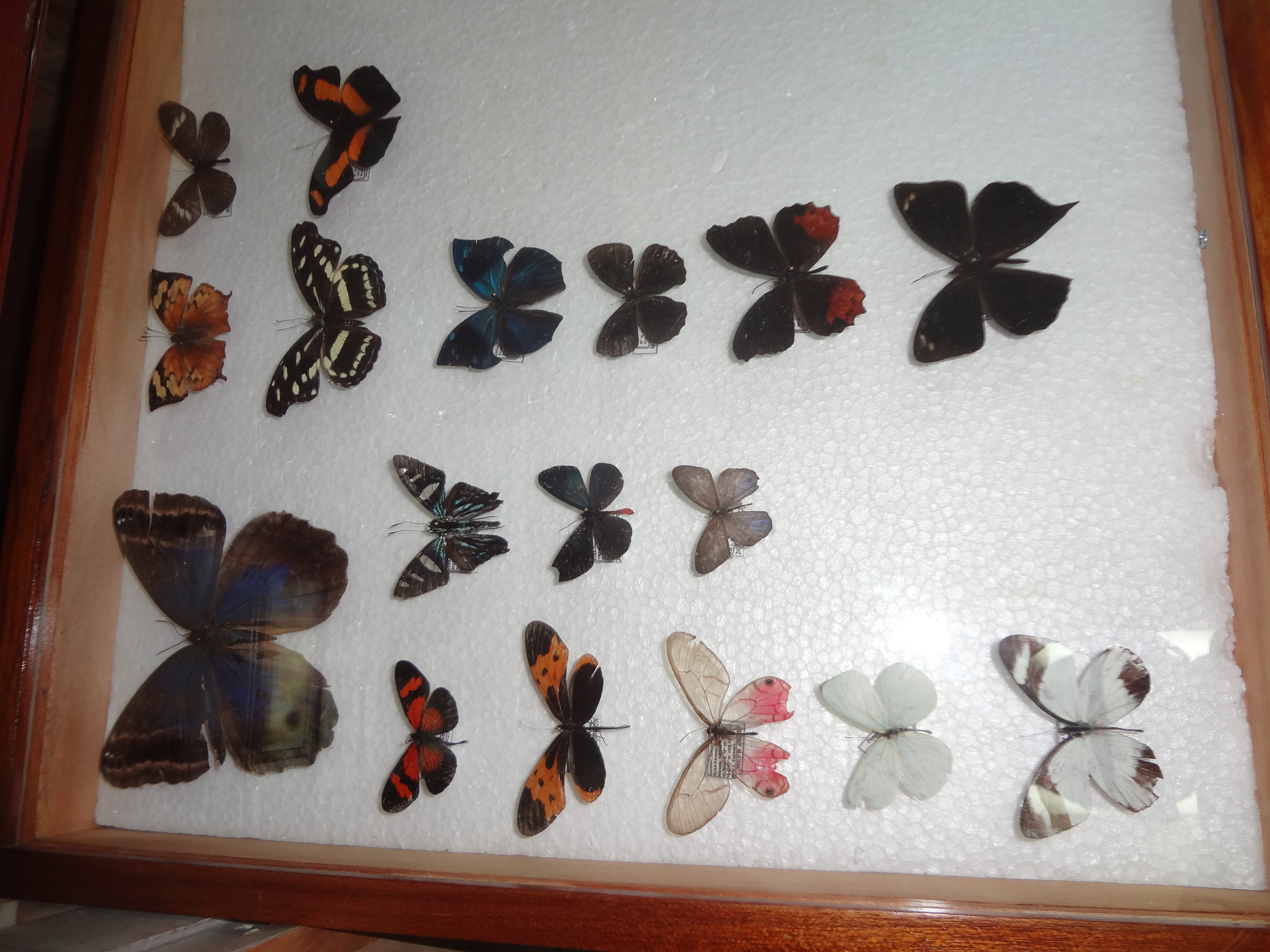
Exposición de mariposas
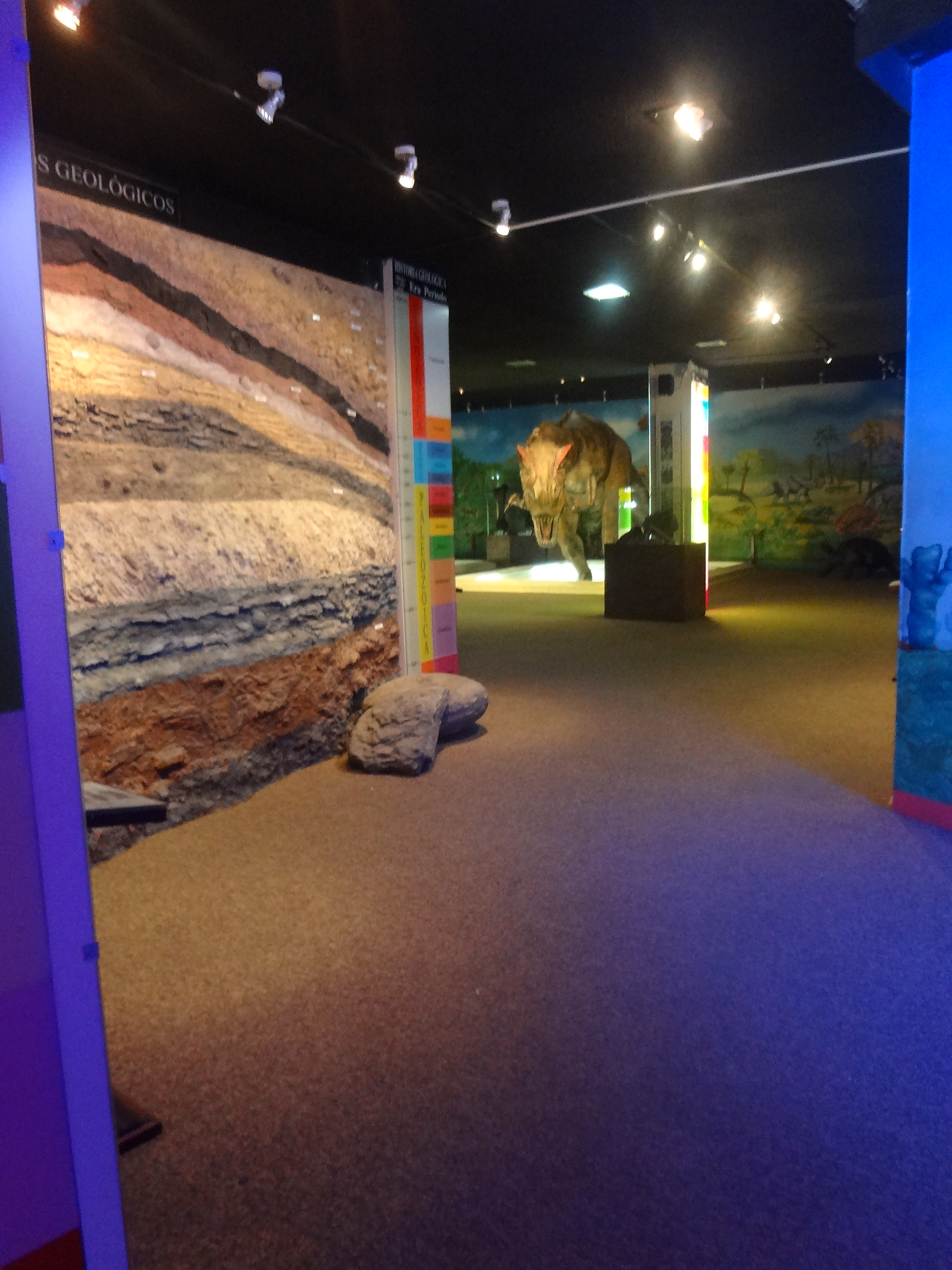
Interior del museo
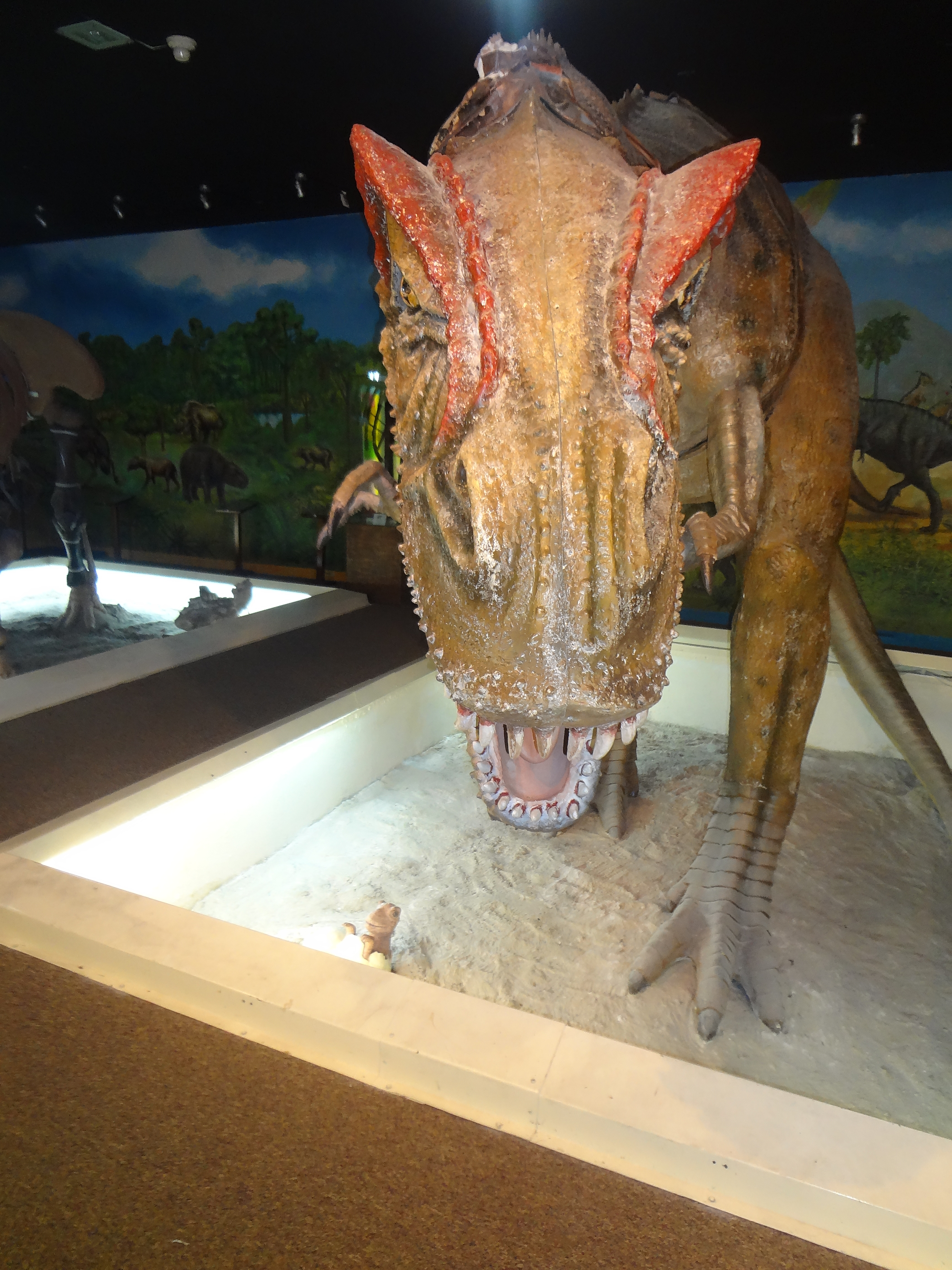

- Datos: Q6034022
- Multimedia: Gustavo Orcés Natural History Museum, Quito / Q6034022
- Especies: MEPN